# Anchor Baby
Anchor Baby es una película nigeriana de suspense escrita, dirigida y producida por Lonzo Nzekwe. Está protagonizada por Omoni Oboli, Sam Sarpong y Terri Oliver.

## Sinopsis
El matrimonio nigeriano, Joyce y Paul Unanga, quienes viven ilegalmente en Estados Unidos, recibió la orden de abandonar el país debido a la inmigración estadounidense. Se irán, pero solo después de que Joyce, que tiene cinco meses de embarazo, dé a luz a su bebé en el país para garantizar la ciudadanía estadounidense automática para su hijo. Ignorando la orden de deportación, la pareja se esconde. Cuando Paul es capturado y deportado, Joyce lucha por su cuenta para sobrevivir. La burocracia sigue impidiendo que ella logre su objetivo y, justo cuando está a punto de perder la esperanza, conoce a Susan, una escritora independiente casada que se ofrece a ayudar en forma de alojamiento seguro y gratuito hasta que nazca el bebé. Con la ayuda de su nueva amiga, Joyce se propone hacer realidad el 'Sueño Americano' para su hijo por nacer.

## Elenco
- Omoni Oboli por Joyce Unanga
- Sam Sarpong por Paul Unanga
- Terri Oliver por Susan Backley

## Premios y nominaciones
En 2010, ganó el premio a la mejor película en el Festival Internacional de Cine de Harlem 2010 en Nueva York y Omoni Oboli, protagonista de la película, recibió el premio como Mejor Actriz. Recibió dos nominaciones en la séptima edición de los Premios de la Academia del Cine Africano.